# Природа и друштво (албум)
Природа и друштво је трећи студијски албум хрватског композитора, текстописца и музичара Дина Дворника, објављен 1993.
Издаје га дискографска кућа Кроација рекордс, садржи једанаест песама, а продуцент је Драган Лукић Луки.
Као гости на албуму учествују Давор Гобац, Јосипа Лисац, Златан Стипишић - Џибони, Алка Вуица и други. Албум доноси неколико хитова „Имам реп“, „Херој плаже“, „Рушила сам мостове од сна“ и „Гибајмо се“.

## Албум
На овом албуму Дино се први пут бави озбиљнијим животним темама у песмама „Split Junkie“, „Extasy“, „Ying & Yang“ и „The Return of a Man With a Rubber Brain“. Својим звуком приклонио се тада модернијем техно стилу и због тога је изгубио део обожаватеља, а приватни проблеми су га накратко одвојили од сцене.
Дино Дворник снимио је спот за песму „Гибајмо се“.
1994. године био номинован за престижну хрватску дискографску награду Порин у категорији најбољу вокалну сарадњу за композицију „Рушила сам мостове од сна“.

## Списак песама
| №   | Назив                                     | Трајање |  |
| 1.  | За љубав                                  | 4:54    |  |
| 2.  | Нетко као ја                              | 5:00    |  |
| 3.  | Јебач                                     | 5:52    |  |
| 4.  | Јунак плаже                               | 4:42    |  |
| 5.  | Имам реп                                  | 5:14    |  |
| 6.  | Рушила сам мостове од сна                 | 6:02    |  |
| 7.  | Extasy                                    | 5:20    |  |
| 8.  | Split Junkie                              | 5:17    |  |
| 9.  | Ying & Yang                               | 4:34    |  |
| 10. | Гибајмо се                                | 4:29    |  |
| 11. | The Return Of The Man With A Rubber Brain | 6:02    |  |

## Извођачи и продукција
- Продуцент - Драган Лукић Луки
- Извршни продуцент - Дино Дворник
- Тонски инжењер - Ватрослав Млинар
- Композитор - Дино Дворник
- Текстови - Дино Дворник, Џибони, Алка Вуица, Давор Гобац, Луки
- Снимано у студију - Студио Лисински, Загреб/Студио Нострадамус, Загреб/Студио Виловић, Сплит
- Стилиста, шминка, фризура - Фризерски салон "Младен" (Брицо), Сплит / "Beauty by Kovač", Загреб
- Слика Стефан Лупино
- Дизајн - Дино Дворник, Данијела Дворник